# Стюарт, Джеймс, 3-й граф Морей
Джеймс Стюарт, 3-й граф Морей (англ. James Stewart, 3nd Earl of Moray; 1581 — 6 августа 1638) — шотландский дворянин.

## Биография
Родился в 1581 году. Старший сын Джеймса Стюарта, 2-го лорда Дуна (ок. 1565—1592), и Элизабет Стюарт, 2-й графини Морей (1565—1591).
Джеймсу было всего около 11 лет, когда его отец был убит, и в течение нескольких месяцев после этого деяния были получены письма от короля, отменяющие все действия, которые могли быть предприняты против него, как наследника его отца, и против его матери на период до двух лет, что было сделано законом ратификацией парламента . В то же время, ратификация хартии была сделана для него его дедом, Джеймсом Стюартом, 1-м лордом Дуном, и его женой Маргарет Кэмпбелл, датированная 6 января 1587 года.
В 1595 году он получил паспорт для поездки за границу, проезжая через Англию. Однако в июне 1595 года он написал совместное письмо со своим дядей Генри Стюартом, комендатором Инчколма, в котором объяснил, что не поедет. В то время он жил в замке Дун.
16 февраля 1598 года ему вместе со своими наставниками и кураторами было поручено похоронить тело его покойного отца, которое до этого времени оставалось непогребенным. Будучи еще несовершеннолетним, он был обвинен в мятеже за то, что не явился в Тайный совет Шотландии 5 марта 1601 года.
Ожесточённая вражда между графом Мореем и маркизом Хантли сильно ранила короля, который намеревался прекратить вражду, чтобы она не нанесла серьёзного вреда королевству. Итак, 23 февраля 1603 года обе стороны были номинально примирены, и король объявил указ об арбитраже по этому вопросу 3 мая 1604 года. По причинам, которые до сих пор неясны, его наследование титулов его предков было признано неудовлетворительным. Поэтому 11 августа 1607 года, сразу после того, как он достиг совершеннолетия, он получил от парламента ратификацию, необходимую для укрепления его прав на эти семейные хартии, особенно те, которые были даны его деду Джеймсу Стюарту, 1-му графу Морею, и для обеспечения наследования этих титулов его собственными потомками.
В 1618 году поэт Джон Тейлор, писавший на воде, посетил графа и графиню в замке Дарнауэй на четыре дня во время своего паломничества в Шотландию, после четырехдневного пребывания в Баллахастеле с Грантами. Граф был ответственным за завершение строительства замка Стюарт на берегах залива Мори-Ферт.
Лорд Морей скончался 6 августа 1638 года в Дарнауэе и был похоронен без особой помпы и церемоний.

## Семья и дети
2 октября 1607 года лорд Морей женился на леди Энн Гордон (1590 — 19 января 1640), дочери Джорджа Гордона, 1-го маркиза Хантли (1562—1636), и Генриетты Стюарт (1573—1642). Это было устроено королем Яковом, чтобы положить конец продолжающейся вражде между семьями Стюарт и Гордон. у супругов было трое детей:
- Джеймс Стюарт, 4-й граф Морей (ок. 1611 — 4 марта 1653), старший сын и преемник отца
- Леди Мэри Стюарт (? — 18 декабря 1662), которая вышла замуж 24 апреля 1640 года за Джеймса Гранта, 7-го из Фрейхи (1616—1663)[6]
- Джордж Стюарт, умерший неженатым[1].